# Homályba veszve
A Homályba veszve (eredeti cím: Abduction) egy 2019-es amerikai-kínai akció-horror, melyet Ernie Barbarash rendezett. A főszereplők Scott Adkins, Andy On, Truong Ngoc Anh, Lily Ji és Aki Aleong. 
Az Amerikai Egyesült Államokban 2019. június 7-én mutatták be.

## Cselekmény
Quinn, a SWAT egység tagja felbukkan egy ázsiai városban lévő szökőkútból, és nem emlékszik rá, hogy kicsoda ő és honnan jött. Ahogy próbál nyomokat keresni a múltból, homályosan visszaemlékszik, hogy elrabolták a kislányát. Eközben Connor, a volt katonai operatív ügynök (másodállásban bérmunkát vállaló gengszter) rájön, hogy a felesége rejtélyes módon eltűnt az éjszaka közepén. A két személynek együtt kell működnie szeretteik keresésében és a titokzatos elrablóik megtévesztésében.

## Szereposztás
| Szereplő     | Színész         | Magyar hang     |
| ------------ | --------------- | --------------- |
| Andrew Quinn | Scott Adkins    | Dányi Krisztián |
| Conner       | Andy On         | Pálmai Szabolcs |
| Anna         | Truong Ngoc Anh | Madarász Éva    |
| Maya         | Lily Ji         | Kereki Anna     |
| Dao          | Aki Aleong      | Várday Zoltán   |
| Sonny        | Paul W. He      | Moser Károly    |
| Miglov       | Philippe Joly   | Bordás János    |
| Dr. Gong     | Andrew Ng       | Katona Zoltán   |
| Trahn mester | Qin Chuan       | Forgács Gábor   |

További magyar hangok: Pál Zsófia, Varga Rókus, Bergendi Áron